# 現在詩
《現在詩》為台灣一本現代詩不定期詩刊，於2002年1月創刊，至今共發行十期，最新一期於2012年出版。創始社員為阿翁、零雨、夏宇、曾淑美、鴻鴻，並輪流主編，帶領著一種新的後現代詩之風景。創刊號籌畫了兩年，全由詩人集資，沒有申請任何補助，是一本每期都截然不同的詩刊。其出版形式多變，包括：電話簿、海報、日曆、時尚雜誌、劃掉的報紙等等，設計獨特入時，吸引台灣高中生、大專生與文藝青年追捧，同時配合書店、藝術館辦展覽，即時即地，以詩呼應「現在」。

## 成員
曾投稿過《現在詩》的知名詩人，包括：夏宇、鴻鴻、零雨、曾淑美、阿翁、葉覓覓、吳俞萱、隱匿、陳克華、鯨向海、楊小濱、臧棣、于堅、也斯、夏夏、黃羊川、阿米、許赫、尹麗川、馬永波、翟永明、孫維民、楊煉等，投稿者來自兩岸三地和海外。

## 刊物資料

### 理念
成立以來，現在詩勇於冒犯詩寫作與詩閱讀的成規，以混淆、擴大創作界為樂，並且不斷邀請國內外傑出創作者共襄盛舉，實際參與編務。「現在詩」歷年所出詩刊，無論令人爽或不爽，均引發廣泛討論，特別在追求文本樂趣的讀者心目中，佔有無與倫比的地位。

### 卷期
- 創刊號：沼澤狀態（2001.11）
- 第二期：來稿必登（2003.06，夏宇主編）
- 第三期：詩的亂世與盛世（2005.05，鴻鴻主編）
- 第四期：行動詩學文件大展（2006.02，阿翁主編）
- 第五期：大字報（2006.12，夏宇主編）
- 第六期：現代詩日曆（2007.10，零雨主編）
- 第七期：小字報（2009.03北京初發表）
- 第八期：妖怪純情詩（2009.12，曾淑美主編）
- 第九期：劃掉劃掉劃掉（2012.01，夏宇主編）
- 第十期：無情詩（2011.03，楊小濱主編）

## 評價
- 「《現在詩》打從第一集起，就被賦予了必然叛逆的個性，當然格式也就成為一般讀者對《現在詩》出版系列最大的期待。」[5]
- 《現在詩》講究加入大量的圖像、裝幀設計、活動，使詩集的審美對象從語言轉移到字體、紙張、包裝、美術編輯、活動和遊戲上。雖收到擴大讀者的成效，但也受到《自由句》同人的強烈批判，批評《現在詩》以及夏宇的詩集：「隨著印刷的進步，為了吸引讀者，詩集加入大量的插畫、攝影，又使詩感從文字向兩旁耗散，成了『圖像藝術』。同樣為了吸引讀者，詩集的裝幀講究設計、手作，詩感又從書面耗散到材質上，成了『裝幀藝術』。為了吸引更多讀者，舉辦詩歌活動，吸引群眾來和詩歌互動，詩感又向外耗散到空間，成了『行為藝術』。」[6]

## 資料來源
1. ↑  .   [2013-11-19]. （原始内容存档于2017-04-16）.
2. ↑  .   [2013年11月19日]. （原始内容存档于2013年12月2日）.
3. ↑  星島教育網-悅讀創作專欄 的存檔，存档日期2013-12-03.
4. ↑  《現在詩》第八期扉頁語[永久]
5. ↑  .   [2013-10-22]. （原始内容存档于2014-07-22）.
6. ↑  見〈為了詩歌的自由〉一文，收錄於《自由句》，臺北：遠景出版社，2013。

## 研究書目
- 許先施、謝浩然〈兩份詩刊,兩種革命的態度——現在詩與衛生紙〉 （页面存档备份，存于），收錄於《明日風尚》 2009年07期

## 外部連結
- 《現在詩》詩刊官網 （页面存档备份，存于）